# Лапіна Віра Миколаївна
Лапіна Віра Миколаївна (22 серпня 1894, Чернігів — 17 січня 1976, Москва) — радянський громадський діяч, науковець.

## Життєпис
Народилась у м. Чернігів у сім'ї лікаря. У 1912 закінчила Чернігівську гімназію з відзнакою. Вступає на історико-філологічний факультет Вищих Бестужевських курсів у Петербурзі. Тут входить до нелегального марксистського гуртка, за що 18 грудня 1916 року була заарештована та відправлена до Виборзької тюрми. Після Лютневої революції повертається до Чернігова.
Під час громадянської війни — у складі підпільного Чернігівського губкома. Після встановлення радянської влади — член президії та секретар Чернігівського повітового виконавчого комітету.
З травня 1919 — на партійній роботі у Одесі, потім у Харкові. Наприкінці 1920-х років переїздить до Москви. Тут вона декан та викладач Комуністичного університету трудящих Сходу, викладач історії партії у Вищій школі профкому при ВЦРПС.
3 грудня 1937 року була засуджена за антирадянську діяльність. Відсиділа 8 років, звільнена 16 липня 1945.
Обиралась депутатом Дзержинської та Бауманської районних рад та депутатом Московської Ради.